# Lyfta skrot (film)
Lyfta Skrot (originaltitel Pumping Iron) är en amerikansk dokumentärfilm från 1977.
I denna dokumentärfilm om kroppsbyggning får man följa bland andra Arnold Schwarzenegger, Mike Katz, Lou Ferrigno och Franco Columbu.